# Andoni Lafuente Olaguibel
Andoni Lafuente Olaguibel   (Ermua, 6 de setembre de 1985) és un ciclista espanyol, professional des del 2007 al 2009 a l'equip Euskaltel-Euskadi. També va competir en pista amb l'equip Cespa-Euskadi.

## Palmares
- 2003
  -  Campió d'Espanya per punts sots 19
- 2006
  -  Campió d'Espanya de persecució sots 23
- 2009
  - Vencedor del Gran Premi de la Muntanya del Tour Down Under